# Кліфтон Шеньє
Клі́фтон Шеньє́́ (англ. Clifton Chenier; 25 червня 1925, Опелусас, Луїзіана — 12 грудня 1987, Лафеєтт, Луїзіана) — американський акордеоніст, співак і автор пісень; один з найвідоміших представників стилю зайдеко (мав титул «Короля зайдеко»), часто поєднував цей стиль з ритм-енд-блюзом і блюзом.
Лауреат премії «Греммі» за альбом I'm Here! (1984). Посмертно був включений до Зали слави блюзу (1989). Лауреат премії «Греммі» за досягнення протягом життя (2014). Батько К. Дж. Шеньє, брат Клівленда Шеньє.

## Біографія

Сингл «Ay-Tete Fee», записаний в Лос-Анджелесі в 1955 році на Specialty

Народився 25 червня 1925 року в Опелусасі, штат Луїзіана у родині сезонних сільських робітників Джозефа (акордеоніста-любителя) і Олівії К. Шеньє; молодший брат Клівленда Шеньє. Виріс у музичній родині, його дядько Моріс «Біг» Шеньє був гітаристом, скрипалем і власником танцювального клубу. З цього часу почав багато слухати радіо і зазнав значного впливу блюзу Мадді Вотерса, Піті Вітсроу та Лайтніна Гопкінса, а також новоореанського ритм-енд-блюзу Фетса Доміно і Професора Лонгхейра; також його надихали записи 1920-х і 1930-х років Амаді Ардуана, який був піонером гри на акордеоні в блюзі та майстра джамп-блюзу Луї Джордана. 1947 року придбав свій перший акордеон у сусіда, Айзеї «Ізі» Блази; освови гри на іструменті брав у свого батька. До 1944 року виступав зі своїм старшим братом Клівлендом, який грав на пральній дошці за допомогою консервних ножів, у вихідні дні на сільських танцмайданчиках в Лейк-Чарльзі, виконуючи традиційні для Луїзіани франкомовні пісні в стилі зайдеко та каджунську музику.
У середині 1940-х переїхав до Нью-Іберії, де працював на плантаціях цукрової тростини. Після того, як перебрався у Порт-Артур, Техас в 1947 році, де почав працювати водієм на нафторперегонному заводі, у свій вільний час продовжував виступати з братом по вікендам. 1954 року Шеньє підписав контракт з лейблом Elko Records. Його перша сесія звукозапису відбулась на радіостнації KAOK в Лейк-Чарльзі, в результаті якої були записані сім пісень, зокрема сингл, що став місцевим хітом, «Cliston Blues» і «Louisiana Stomp» (Imperial).
Перша національна популярність до Шеньє прийшла, після того, як на лейблі Specialty вийшов його перший сингл «Ay-Tete Fee (Hey, Little Girl)», який був кавер-версією пісні Професора Лонгхейра, що вийшов у травні 1955 року. Це була одна з дванадцяти пісень, які він записав під час двох сесій, які спродюсував Бампс Блеквелл, відомий своєю роботою з Літтлом Річардом. До 1956 року Шеньє залишив основну роботу, аби присвятити себе музиці, гастролювув зі своїм гуртом the Zydeco Ramblers, куди входив блюзовий гітарист Філіп Вокер. Наступного року Шеньє залишив Specialty і підписав контракт з лейблом Chess в Чикаго. Упродовж 1950-х він випустив декілька синглів на лейблах Argo і Checker. Хоча він продовжував гастролювати по Сполученим Штатам, зокрема з Еттою Джеймс, кар'єра Шеньє пішла на спад, коли етнічна- та фолк-музика почали втрачати популярність. Втім він записав 13 пісень для невеликого лейблу Дж. Д. Міллера Zynn (що розташовувався в Краулі) з 1958 по 1960 роки, усі вони не потрапили до чартів.

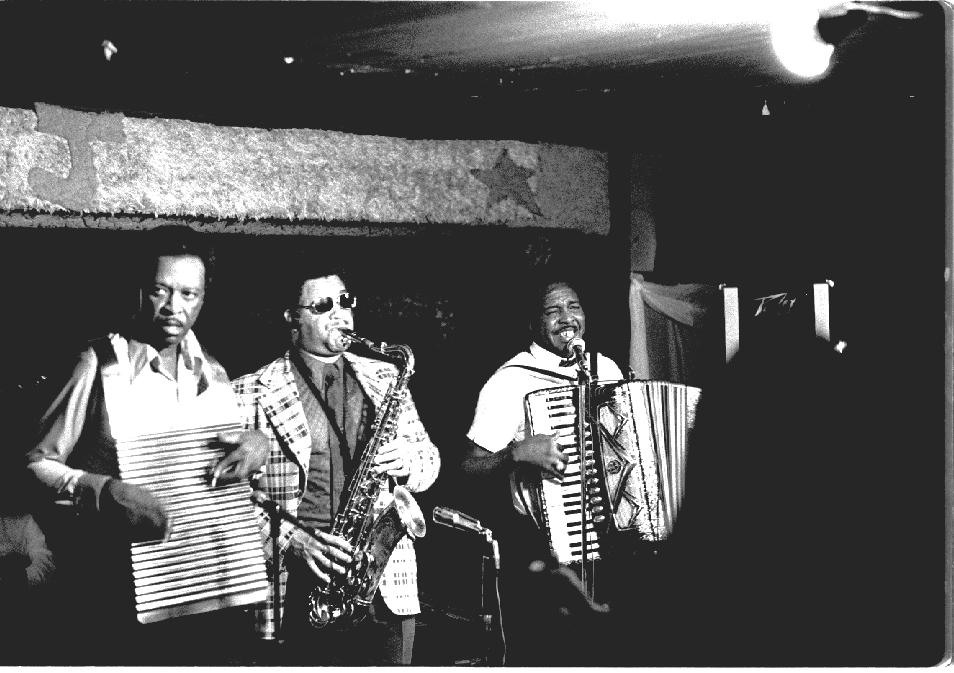
Виступають брати Шеньє (1975). Кліфтон Шеньє грає на акордеоні, на пральній дошці — його брат Клівленд, Луїзіана, 1975

Поворотним у кар'єрі Шеньє став момент, коли дружина Лайтніна Гопкінса Аннетт, яка була троюрідною сестрою Шеньє, познайомила Кріса Штрахівца, власника лейблу Arhoolie, що спеціалізувався на етнічній/корінній музиці з його ранніми записами. Штрахвіц одразу підписав Шеньє на Arhoolie, випустивши у 1964 році його перший за останні чотири роки сингл «Ay Yi Yi»/«Why Did You Go Last Night?». Хоча Шеньє і Штрахвіц продовжили працювати разом до початку 1970-х, у художньому плані вони дивилися на речі дещо по-різному. Своєю чергою Шеньє прагнув записувати ритм-енд-блюз, що орієнтований на комерційний успіх, а Страхвіц спонукав музиканта зосередитися на традиційному зайдеко. Першим альбомом Шеньє на лейблі Arhoolie став Louisiana Blues & Zydeco (1965), половина якого складалася із блюзу і ритм-енд-блюзу, а інша з французьких тустепів і вальсів.
Наприкінці 1960-х їздив на гастролі в Європу і в 1969 році виступив в рамках Американського фолк-блюзового фестивалю у Німеччині. 1976 року Шеньє записав один зі своїх найкращих альбомів Bogalusa Boogie і створив новий гурт the Red Hot Louisiana Band, до складу якого увійшли саксофоніст Блайнд Джон Гарт і гітарист Пол Сенегал.
Піку своєї популярності досяг у 1980-х роках. 1983 року він був удостоєний премії «Греммі» за найкращий запис етнічного або традиційного фолку (1984) за альбом I'm Here! (Alligator 4729), який був записаний за вісім годин в Богалузі, Луїзіана. Наступного року він виступав для президента Рональда Рейгана у Білому домі. Попри те, що у нього було захворювання нирок і йому було частково ампутовано ногу в результаті діабету, і кожні три дні йому необхідно було робити діаліз, Шеньє продовжив виступати.
Помер 12 грудня 1987 року в Лафеєттській меморіальній лікарні, Лафеєтт, Луїзіана у віці 62 років. Похований на кладовищі Олл-Сейнтс в Лоровіллі (Луїзіана). Після смерті, його син, К. Дж. Шеньє очолив гурт the Red Hot Louisiana Band. Arhoolie випустив документальний фільм із записами виступів Шеньє на Сан-Франциському блюзовому фестивалі, Новоорлеанському фестивалі джазу та спадщини і луїзіанському телебаченні.

## Визнання і пам'ять
У 1989 році Кліфтон Шеньє був посмертно включений до Зали слави блюзу; у 2011 році був включений до Зали музичної слави Луїзіани. Ірландський гітарист Рорі Галлахер написав пісню «The King of Zydeco», присвячену Кліфтону Шеньє, і записав її для свого останнього альбому Fresh Evidence (1990).
У 2014 році був посмертно удостоєний премії «Греммі» за досягнення протягом життя. 2016 року Бібліотека Конгресу визнала альбом Шеньє Bogalusa Boogie (Arhoolie, 1976) «культурно, історично або художньо значущим» та внесла його до Національного реєстру аудіозаписів.

## Дискографія

### Альбоми
- Louisiana Blues & Zydeco (Arhoolie, 1965)
- Bon Ton Roulet! (Arhoolie, 1967)
- Black Snake Blues (Arhoolie, 1968)
- King of the Bayous (Arhoolie, 1970)
- Live (Arhoolie, 1972)
- Out West (Arhoolie, 1974)
- Bogalusa Boogie (Arhoolie, 1976)
- Frenchin' the Boogie (Blue Star, 1976)
- Clifton Chenier and His Red Hot Louisiana Band in New Orleans (Arhoolie, 1979) — номінація на «Греммі» (в категорії «Найкращий запис етнічної або народної музики»)
- The King of Zydeco (Arhoolie, 1981)
- I'm Here! (Alligator, 1982) — премія «Греммі» (в категорії Найкращий запис етнічної музики або традиційного фолку)

### Сингли
- «Boppin' the Rock»/«Ay Tete Fee» (Specialty, 1955)
- «Think It Over»/«The Thing I Did For You» (Specialty, 1955)
- «The Cat's Dreamin'»/«Squeeze Box Boogie» (Specialty, 1956)
- «The Big Wheel»/«Where Can My Baby Be?» (Argo, 1957)
- «Sloppy»/«My Soul» (Argo, 1958)
- «Bajou Drive»/«My Soul» (Checker, 1960)
- «Ay Yi Yi»/«Why Did You Go Last Night?» (Arhoolie, 1964)
- «It's Hard»/«Keep On Scratching» (Arhoolie, 1966)
- «Key to the Highway»/«Someone Told Me It Was All Over» (Arhoolie, 1975)